# Gilles Müller
Gilles Müller (Lussemburgo, 9 maggio 1983) è un ex tennista lussemburghese.

## Biografia

### Carriera
Si è messo in luce agli US Open 2008, arrivando fino ai quarti e venendo eliminato da Roger Federer. In passato è arrivato due volte in finale di un torneo ATP, venendo sconfitto da Andre Agassi e Lleyton Hewitt rispettivamente al torneo di Washington e al torneo di Los Angeles. Nel 2012 è tornato, dopo sette anni esatti dall'ultima finale persa, all'atto conclusivo di un torneo ATP, ad Atlanta; in questo caso è stato Andy Roddick a negargli il successo, dopo un match durato oltre due ore.
In carriera ha vinto 11 trofei Challenger in singolare e 3 in doppio.
Nel 2016 Gilles ha disputato 2 finali ATP: la prima a 's-Hertogenbosch, battuto da Nicolas Mahut, la seconda a Newport, sconfitto da Ivo Karlovic.
Il 14 gennaio 2017, all'età di 33 anni, vince il suo primo torneo in carriera, battendo Daniel Evans nella finale dell'Apia International Sydney. Pochi mesi dopo, il 7 maggio, perde la finale di Estoril contro Pablo Carreño Busta. Il 18 giugno dello stesso anno conquista anche il secondo titolo, a 's-Hertogenbosch, dopo aver sconfitto Ivo Karlović nell'ultimo atto del torneo. 
Il 10 luglio batte Rafael Nadal nel match durato quasi 5 ore valevole per l'accesso ai quarti di finale del Torneo di Wimbledon, con il punteggio di 6-3 6-4 3-6 4-6 15-13. Non aveva mai superato in carriera il terzo turno in questo torneo (miglior risultato ottenuto nel 2005, battendo al secondo turno sempre Nadal). Viene poi sconfitto ai quarti di finale da Marin Čilić, in cinque set. 
Fa parte della squadra lussemburghese di Davis dal 2000: attualmente detiene il record di vittorie totali (51), di vittorie in singolare (32) del Lussemburgo nella manifestazione e, con il connazionale Mike Scheidweiler, forma il doppio più vincente della storia lussemburghese di Davis, con 20 incontri vinti. Ha rappresentato la nazione ai Giochi dei Piccoli Stati d'Europa del 2003 vincendo due medaglie d'oro, nel torneo singolare e in quello di doppio in coppia con Mike Scheidweiler. Ha partecipato anche a un'edizione olimpica (2016) in singolare, dove è uscito al terzo turno.
Si è ritirato nel 2018, a 35 anni.

### Vita privata
Sposato dal 2010 con Alessia Fauzzi, ha due figli, Lenny e Nils.

## Statistiche

### Singolare

#### Vittorie (2)
| Legenda                        |
| Grande Slam (0)                |
| ATP World Tour Finals (0)      |
| ATP World Tour Master 1000 (0) |
| ATP World Tour 500 Series (0)  |
| ATP World Tour 250 Series (2)  |

| N. | Data            | Torneo                          | Superficie | Avversario in finale | Punteggio      |
| 1. | 14 gennaio 2017 | Sydney International, Sydney    | Cemento    | Daniel Evans         | 7–6(5), 6-2    |
| 2. | 18 giugno 2017  | Rosmalen Open, 's-Hertogenbosch | Erba       | Ivo Karlović         | 7–6(5), 7–6(4) |

#### Finali perse (6)
| Legenda                                                  |
| Grande Slam (0)                                          |
| ATP World Tour Finals (0)                                |
| ATP World Tour Master 1000 (0)                           |
| ATP World Tour 500 Series (0)                            |
| ATP International Series / ATP World Tour 250 Series (6) |

| N. | Data           | Torneo                                     | Superficie  | Avversario in finale | Punteggio               |
| 1. | 22 agosto 2004 | Washington Open, Washington                | Cemento     | Lleyton Hewitt       | 3-6, 4-6                |
| 2. | 31 luglio 2005 | Los Angeles Open, Los Angeles              | Cemento     | Andre Agassi         | 4-6, 5-7                |
| 3. | 22 luglio 2012 | Atlanta Open, Atlanta                      | Cemento     | Andy Roddick         | 6-1, 6(2)–7, 2-6        |
| 4. | 13 giugno 2016 | Rosmalen Open, 's-Hertogenbosch            | Erba        | Nicolas Mahut        | 4-6, 4-6                |
| 5. | 17 luglio 2016 | Hall of Fame Tennis Championships, Newport | Erba        | Ivo Karlović         | 7–6(2), 6(5)–7, 6(12)–7 |
| 6. | 7 maggio 2017  | Estoril Open, Cascais                      | Terra rossa | Pablo Carreño Busta  | 2-6, 6(5)–7             |

### Doppio

#### Finali perse (2)
| Legenda                        |
| Grande Slam (0)                |
| ATP World Tour Finals (0)      |
| ATP World Tour Master 1000 (0) |
| ATP World Tour 500 (0)         |
| ATP World Tour 250 (2)         |

| N. | Data           | Torneo                           | Superficie | Compagno      | Avversari in finale                | Punteggio           |
| 1. | 2 agosto 2015  | Atlanta Open, Atlanta            | Cemento    | Colin Fleming | Bob Bryan Mike Bryan               | 6–4, 6(2)–7, [4–10] |
| 2. | 8 gennaio 2017 | Brisbane International, Brisbane | Cemento    | Sam Querrey   | Thanasi Kokkinakis Jordan Thompson | 6(7)–7, 4-6         |

### Tornei minori

#### Singolare

##### Vittorie (11)
| Legenda                  |
| ATP Challenger Tour (11) |
| ITF Futures (0)          |

| N.  | Data           | Torneo                            | Superficie    | Avversario in finale | Punteggio           |
| 1.  | 27 luglio 2003 | Valladolid Challenger, Valladolid | Cemento       | Iván Navarro         | 6–4, 6–3            |
| 2.  | 25 aprile 2004 | Tennis Napoli Cup, Napoli         | Terra rossa   | Arnaud Di Pasquale   | 7–6(7), 6(1)–7, 6–1 |
| 3.  | 4 luglio 2004  | Open Diputación, Pozoblanco       | Cemento       | Nicolás Almagro      | 6–1, 6–2            |
| 4.  | 13 aprile 2008 | Puerto Rico Challenger, Humacao   | Cemento       | Iván Miranda         | 7–5, 7–6(2)         |
| 5.  | 8 giugno 2008  | Izmir Cup, Smirne                 | Cemento       | Kristian Pless       | 7–5, 6–3            |
| 6.  | 5 giugno 2011  | Nottingham Trophy, Nottingham     | Erba          | Matthias Bachinger   | 7–6(4), 6–2         |
| 7.  | 30 marzo 2014  | Jalisco Open, Guadalajara         | Cemento       | Denis Kudla          | 6–2, 6–2            |
| 8.  | 27 aprile 2014 | Pingshan Open, Shenzhen           | Cemento       | Lukáš Lacko          | 7–6(4), 6–3         |
| 9.  | 4 maggio 2014  | Santaizi ATP Challenger, Taipei   | Sintetico (i) | John-Patrick Smith   | 6–3, 6–3            |
| 10. | 11 maggio 2014 | Gimcheon Open, Gimcheon           | Cemento       | Tatsuma Itō          | 7–6(5), 5–7, 6–4    |
| 11. | 20 luglio 2014 | Guzzini Challenger, Recanati      | Cemento       | Ilija Bozoljac       | 6–1, 6–2            |

##### Finali perse (15)
| Legenda                  |
| ATP Challenger Tour (15) |
| ITF Futures (0)          |

| N.  | Data             | Torneo                                       | Superficie    | Avversario in finale | Punteggio        |
| 1.  | 27 aprile 2003   | Tennis Napoli Cup, Napoli                    | Terra rossa   | Richard Gasquet      | 4-6, 4-6         |
| 2.  | 4 aprile 2004    | Challenger Salinas, Salinas                  | Cemento       | Alejandro Falla      | 7–6(5), 2-6, 2-6 |
| 3.  | 4 luglio 2004    | Andorra Challenger, Andorra                  | Cemento       | Kevin Kim            | 4-6, 0-6         |
| 4.  | 23 aprile 2006   | Bermuda Open Challenger, Bermuda             | Terra verde   | Fernando Vicente     | 6-2, 2-6, 6(3)–7 |
| 5.  | 14 ottobre 2007  | Open de Rennes, Rennes                       | Cemento       | Philipp Petzschner   | 3-6, 4-6         |
| 6.  | 21 ottobre 2007  | Kolding Challenger, Kolding                  | Cemento       | Lukáš Lacko          | 6(3)–7, 4-6      |
| 7.  | 14 febbraio 2010 | Internazionali di Bergamo, Bergamo           | Cemento (i)   | Karol Beck           | 4-6, 4-6         |
| 8.  | 7 marzo 2010     | Challenger Cherbourg-La Manche, Cherbourg    | Sintetico (i) | Nicolas Mahut        | 4-6, 3-6         |
| 9.  | 17 ottobre 2010  | Tashkent Challenger, Tashkent                | Cemento (i)   | Karol Beck           | 7–6(4), 4-6, 5-7 |
| 10. | 9 gennaio 2011   | Internationaux de Nouvelle-Calédonie, Nouméa | Cemento       | Vincent Millot       | 6(6)–7, 6-2, 4-6 |
| 11. | 6 febbraio 2011  | Valle d'Aosta Open, Courmayeur               | Cemento       | Nicolas Mahut        | 6(4)–7, 4-6      |
| 12. | 13 febbraio 2011 | Internazionali di Bergamo, Bergamo           | Cemento (i)   | Andreas Seppi        | 6-3, 3-6, 4-6    |
| 13. | 12 maggio 2012   | Roma Open, Roma                              | Terra rossa   | Jerzy Janowicz       | 6(3)–7, 3-6      |
| 14. | 23 febbraio 2014 | President's Cup, Astana                      | Cemento       | Andrej Golubev       | 4-6, 4-6         |
| 15. | 13 luglio 2014   | Slovenia Open Challenger, Portorose          | Cemento       | Blaž Kavčič          | 5-7, 7–6(4), 1-6 |

#### Doppio

##### Vittorie (3)
| Legenda                 |
| ATP Challenger Tour (3) |
| ITF Futures (0)         |

| N. | Data              | Torneo                           | Superficie | Compagno               | Avversari in finale                   | Punteggio           |
| 1. | 4 luglio 2004     | Andorra Challenger, Andorra      | Cemento    | Aisam-ul-Haq Qureshi   | Santiago González Alejandro Hernández | 6-3, 7-5            |
| 2. | 12 settembre 2010 | Trophee des Alpilles, Saint-Rémy | Cemento    | Édouard Roger-Vasselin | Andis Juška Deniss Pavlovs            | 6-0, 2-6, [13-11]   |
| 3. | 30 settembre 2012 | Open d'Orleans, Orléans          | Cemento    | Lukáš Dlouhý           | Xavier Malisse Ken Skupski            | 6-2, 6(5)–7, [10-7] |